# Elena Saparina
Elena Víktorovna Sapárina, en ruso: Елена Викторовна Сапарина (Moscú, 15 de junio de 1931) es una escritora rusa.
En 1954 se graduó en la Facultad de periodismo de la Universidad de Moscú. Fue directora de la revista "Znanie-Sila" (Conocimiento es Fuerza). Ha publicado "La cibernética dentro de nosotros" en 1972, un libro que habla de la I.A., Inteligencia Artificial, así como la heurística, la biología, la psicología, la cibernética y la biónica. Fue muy popular en los años 70 porque tenía la habilidad de explicar los problemas complejos con facilidad
.

## El hombre, animal cibernético
Esta obra fue escrita en 1966 por Yelena Sapárina, y fue publicada en castellano en 1972 por la Editorial Planeta. Este libro nos introduce en la biocibernética, ciencia que trata de la aplicación a un organismo vivo de los principios de la construcción y del trabajo de las máquinas cibernéticas.

## Resumen del libro
Los modernos instrumentos y medios para recoger, almacenar y elaborar la información referente a la intrincada estructura y funcionamiento de los organismos vivientes han abierto importantes perspectivas para la biología. La íntima cooperación entre expertos en electrónica, matemáticos y biólogos está dando importantes resultados teóricos y prácticos de valor creciente.
Los científicos penetran cada vez más profundamente en las leyes más complejas de la naturaleza viviente. En la profesión médica se emplean máquinas electrónicas de diagnóstico. Se han construido aparatos capaces de sustituir al corazón, a los pulmones o a los riñones durante una operación, lo cual facilita mucho la labor de los cirujanos. Se están abriendo grandes perspectivas en el estudio de la actividad nerviosa.
Las funciones vitales del organismo también están reguladas automáticamente, y las unidades de control, a nivel celular, están representadas por las elaboradas estructuras moleculares observadas en el microscopio electrónico. Un fallo en la estructura afecta a los procesos químicos del interior de la célula, que a su vez afectan a las configuraciones moleculares.